# Clotário III
Clotário III (652 — 673) foi o filho mais velho de Clóvis II, rei da Nêustria e da Borgonha. Sucedeu seu pai quando este faleceu em seus reinos em 655 ou 658. Esteve sob a regência de sua mãe, Batilda até 664 ou 665. Durante o seu reinado, foi dominado pelo seu prefeito do palácio Ebroíno.
Em algum momento entre 657 e 661, tornou-se rei de todos os francos através da expulsão do trono austrasiano de Quildeberto, o Adotado, mas os austrasianos clamaram por um rei próprio e em algum momento entre 660 e 662, Ebroíno colocou outro filho de Clóvis II no trono da Austrásia, Quilderico II. Clotário manteve sob seu domínio a Nêustria e a Borgonha até sua morte na primavera de 673. Ele foi sepultado na Basílica de Saint-Denis e uma tumba, provavelmente a sua, foi descoberta recentemente. Então, seu irmão Teodorico III o sucedeu.
Note-se que ele é frequentemente descrito como o primeiro roi fainéant - rei que nada faz - da dinastia merovíngia.

## Pais
♂ Clóvis II (◊ c. 635 † 657)
♀ Batilda (◊ c. 626 † 680)

## Casamentos e filhos
- com ?

1. ♂ Clóvis III (◊ c. 670 † ?) ?